# Weibersbach (Kahl, Michelbach)
Der Weibersbach (teilweise auch Albstädter Bach oder Michelbach) ist ein rechter Zufluss der Kahl im Landkreis Aschaffenburg im bayerischen Spessart. Er entsteht im nordöstlichen Teil von Albstadt, einem Stadtteil von Alzenau, durch den Zusammenfluss von Eichbach und Wehmig (auch Wehmigbach genannt).

## Name
Der ursprüngliche Gewässername Michelbach entstammt dem alten Wort "mihil", das groß beutet und dem althochdeutschen bach. Als Erklärung ergibt sich größerer Bach. Er gab dem Ort Michelbach, durch den er fließt, seinen Namen.

## Geographie

### Quellbäche

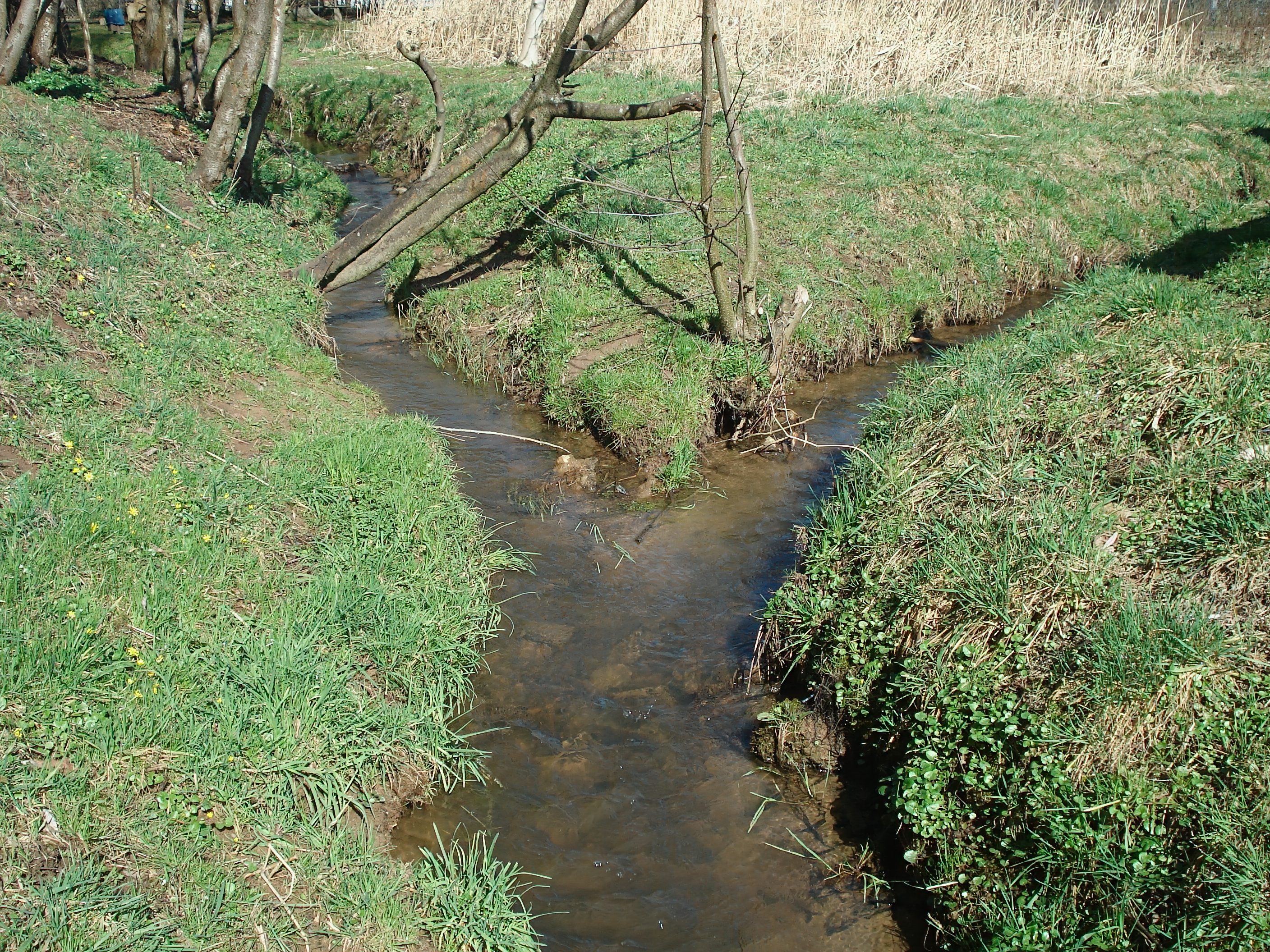
Zusammenfluss von Eichbach (links) und Wehmig (rechts)

#### Wehmig
Der Wehmigbach entspringt am Metzkopf (351 m) in der Sülzert. Er nimmt den Ruhgraben auf, speist an den Tennisanlagen einige Fischweiher und fließt Richtung Albstadt. Er ist mit 3,2 km der längere und wasserreichere Quellbach.

#### Eichbach
Der 2,2 km lange Eichbach entspringt in Hessen auf dem Gelände des zu Freigericht gehörenden Hof Trages. Dort speist er die künstlich angelegten Wasserhindernisse auf dem Golfplatz. In Albstadt vereinigt er sich an den Sportplätzen mit dem Wehmigbach.

### Verlauf
Nach dem Zusammenfluss der Quellbäche durchfließt er als Albstädter Bach den Ort, wo er einst die Albstädter Mühle betrieb, und erreicht Michelbach. Dort trägt er den Namen Weibersbach und fließt zwischen den Häusern am Michelbacher Schlösschen vorbei. Er unterquert durch eine Unterführung die Staatsstraße 2305 und mündet in die Kahl.

### Zuflüsse
- Amselgraben (links, zeitweilig trocken)
- Karstgraben (rechts, zeitweilig trocken)

### Flusssystem Kahl
- Liste der Fließgewässer im Flusssystem Kahl

## Geschichte

### Mühlen
- Albstädter Mühle

Siehe hierzu auch die Liste von Mühlen im Kahlgrund.